# Gabriel Over the White House
Gabriel Over the White House is een Amerikaanse dramafilm uit 1933 onder regie van Gregory La Cava.

## Verhaal
Tijdens de depressiejaren wordt Judson Hammond verkozen tot president van de Verenigde Staten. Door een auto-ongeluk ondergaat hij een transformatie. Hij besluit orde op zaken te stellen en voor wereldvrede te zorgen.

## Rolverdeling
| Acteur          | Personage        |
| --------------- | ---------------- |
| Walter Huston   | Judson Hammond   |
| Karen Morley    | Pendola Molloy   |
| Franchot Tone   | Hartley Beekman  |
| Arthur Byron    | Jasper Brooks    |
| Dickie Moore    | Jimmy Vetter     |
| C. Henry Gordon | Nick Diamond     |
| David Landau    | John Bronson     |
| Samuel S. Hinds | Dr. H.L. Eastman |
| William Pawley  | Borell           |
| Jean Parker     | Alice Bronson    |
| Claire Du Brey  | Verpleegster     |